# O Queijo e os Vermes
O queijo e os vermes: o cotidiano e as idéias de um moleiro perseguido pela Inquisição (em italiano: Il formaggio e i vermi: Il cosmo di un mugnaio del '500), é um livro do historiador judeu-italiano Carlo Ginzburg publicado em 1976.
Em "O queijo e os vermes" o livro retrata o cotidiano e as idéias de um moleiro perseguido pela Inquisição. Carlo Ginzburg remete ao século XVI e nos remonta a história de Domenico Scandella, um moleiro que teve sua voz abafada e suas ideias reprimidas pela Igreja Católica Romana. Baseando-se principalmente nos escritos promovidos pela Inquisição, o autor nos concede uma visão privilegiada a respeito dos pensamentos e conceitos próprios estabelecidos pelo moleiro também conhecido por Menocchio e o posterior processo inquisitório que o condenou.
Dentro desse contexto, o autor nos explana uma história específica de um dos mais de dois mil processos de julgamento da Santa Inquisição que existiram na região do Friuli, não podendo estender os pontos de vista defendidos por este singular personagem a um plano geral, tanto que a sua própria história nos mostra que o mesmo se fazia uma exceção e o porquê dela ter ganhado um maior destaque até sob o olhar da Igreja Católica Romana.

## Contexto da obra
Durante pesquisas relacionadas à sentenças de bruxaria em meados dos séculos XVI e XVII, em 1963, o autor teve contato primeiro com documentos referentes a Domenico Scandella, conhecido como Menocchio, os quais estavam localizados em Friuli, Itália. Carlo Ginzburg retornou em 1970 e iniciou seus estudos acerca dos dois julgamentos documentados sobre Menocchio, em 1976 publicou seu segundo livro, The Cheese and the Worms (O Queijo e os Vermes).
Mesmo que seu interesse pelo tema da pesquisa tenha surgido antes de redigir o livro em si, Ginzburg realça sua decisão de oferecer foco a indivíduos comumente ignorados pelos historiadores, muito fortalecida pelo “clima político radical da década de 1970”. Além de obter como cenário imediato da obra discussões sobre a conexão entre a cultura popular e a alta cultura, as quais o autor participou ativamente durante sua estadia lecionando em Bolonha, após 1970.

## Crenças de Menocchio
A cosmologia sobre "o queijo e os vermes", homônimo à obra de micro-história de Carlo Ginzburg, é a base de grande parte do conhecimento que se possui sobre o moleiro Menocchio do século XVI. Neste primeiro interrogatório, tal trouxe explicações sem restrições, pois não acreditava que havia cometido algum erro.
Menocchio diz: "Eu disse que segundo meu pensamento e crença tudo era um caos, isto é, terra, ar, água e fogo juntos, e de todo aquele volume em movimento se formou uma massa, do mesmo modo como o queijo é feito do leite, e do qual surgem os vermes, e esses foram os anjos. A santíssima majestade quis que aquilo fosse Deus e os anjos, e entre todos aqueles anjos estava Deus, ele também foi criado daquela massa, naquele mesmo momento, e foi feito senhor com quatro capitães: Lúcifer, Miguel, Gabriel e Rafael. O tal Lúcifer quis se fazer de senhor, se comparando ao rei, que era a majestade de Deus, e por causa dessa soberba Deus ordenou que fosse mandado embora do céu com todos os seus seguidores e companhia. Esse Deus, depois, fez Adão e Eva e o povo em enorme quantidade para encher os lugares dos anjos expulsos. O povo não cumpria os mandamentos de Deus e ele mandou seu filho, que foi preso e crucificado pelos judeus".
Segundo Menocchio, pecado era o dano ao próximo e que blasfemar não resultava em prejuízos para ninguém além do próprio blasfemador, além de justificar sua considerada blasfêmia com pessoal "tendência a reduzir a religião à moralidade”. Foi advertido por inquisidores e por sua família por suas crenças e hábitos relacionados a Igreja Católica Romana, assim, retornando ao seu povoado. Permaneceu expondo suas concepções teológicas, as quais foram atribuídas por ele à "inspiração diabólica", antes de reconhecer que concebeu tais ideias por conta própria.

## Argumento
O autor observa as convicções de Menocchio como uma expressão de uma religiosidade pré-cristã normalmente presente na cultura camponesa, além das semelhanças de concepções expressadas pelo moleiro e outros indivíduos acusados de heresia, figuras da alta cultura contrários às normas da Contra-Reforma. O argumento de que as ações de Menocchio foram viabilizadas pelo advento da impressão na Europa e pela Reforma Protestante também é defendido por Ginzburg.
Com maior acessibilidade aos livros, a cultura literária o forneceu uma extensa gama de palavras para a expressão de suas concepções, e levando em consideração variações significativas entre as ideias de Menocchio e as obras que consumiu, o autor defende que os elementos literários o encaminharam para a formulação e articulação das determinadas crenças.